# 羹

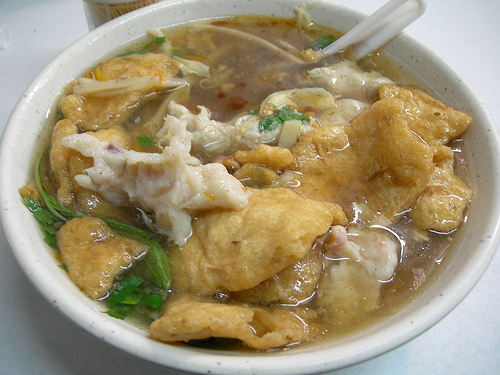
做為肉湯的一碗「羹」類食物

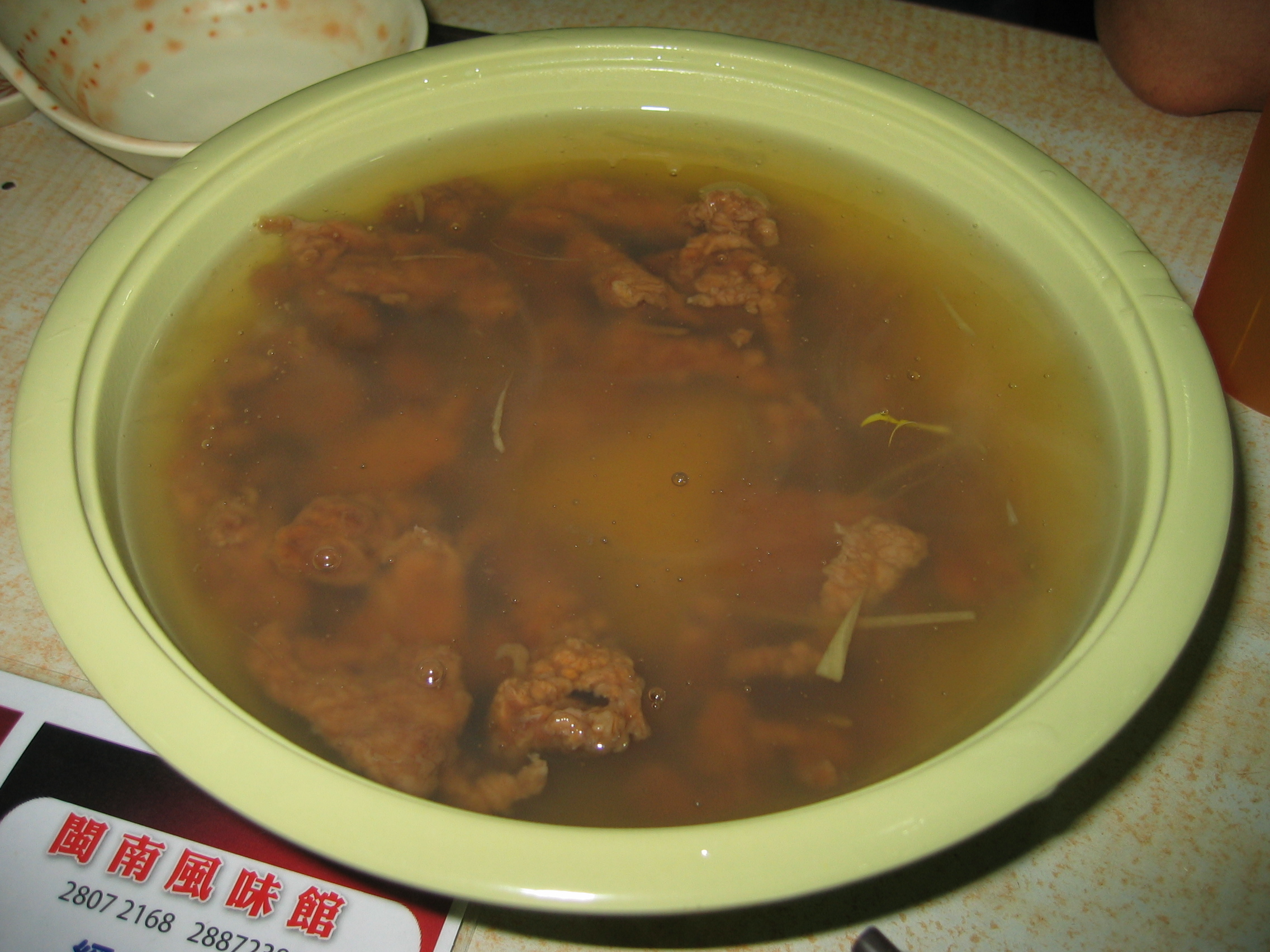
閩式牛肉羹

羹，為一種黏稠濃湯。主要由肉、菜及勾芡調和，亦能加麵成為麵羹。另亦有甜如豆沙、糖等做成的甜食。

## 歷史
羹的定義廣泛，做法簡單，因此其出現年代可以追溯至很久以前。歷史上也有不少關於羹的敘事，例如：
- 「分一杯羹」這個成語就是源自於楚漢相爭時劉邦和項羽間的一段小故事。參見「劉太公」條目。
- 「閉門羹」，最早的典故是古時妓女拒絕客人進門，僅作羹待客而不與之相見。被引申為拒客之意。
- 唐朝詩人王建有名的一首詩《新嫁娘》：「三日入廚下，洗手作羹湯。未諳姑食性，先遣小姑嘗。」
- 調羹就是指喝湯用的湯匙。

## 肉湯的羹

### 現代
臺灣的麵店或是夜市小吃店常見到羹，但店家常寫作俗字「焿」、「𥺧」。「羹」字則常使用在羊羹。極少數情況被誤寫作「粳」。
臺灣常見的羹類食物有肉羹、羊肉羹、浮水虱目魚羹、蝦仁羹、生炒花枝、魷魚羹及𩵚魠魚羹等，除了單純以羹湯為食外，另外亦常佐以麵條、米粉或粄條等，如加麵條則稱作「某某羹麵」，加米粉或粄條則依此類推。此外，臺灣臺中有一種利用外表像烏龍麵的黃麵做為材料的小吃，叫做「大麵羹」。

## 甜食的羹
甜食的羹中，最常見的應該就是羊羹了，雖然現在羊羹看來和羹湯大異其趣。但有一種說法認為最初羊羹的確是一種加入羊肉煮成的羹湯，再冷卻成凍佐餐。但另一種說法認為羊羹原是中國的一種仿照羊的肝臟形狀制成的食品。傳至日本後，由於「肝」與「羹」兩字被混淆，久而久之就被稱之為羊羹。
甜食的羹也常成為風味小吃，例如臺灣的蘇澳羊羹。

## 健康問題
羹因大量使用勾芡，加上調和料等提味。食材方面幾乎都是肉類，口味較重且熱量高，應注意常食用有增加代謝症候群的危險。